# Cadafresnas
Cadafresnas es una localidad española perteneciente al municipio de Corullón, en la provincia de León, comunidad autónoma de Castilla y León. Está situado a 980 metros de altitud y en 2018 tenía una población de 54 de habitantes.
Aquí se encuentra el poblado minero de Peña del Seo, incluido en la Lista Roja del Patrimonio de la organización Hispania Nostra.

## Geografía

### Ubicación
| Noroeste: Corrales | Norte: Moral de Valcarce | Nordeste: Dragonte |
| Oeste: Mosteiros   |                          | Este: Villagroy    |
| Suroeste: Oencia   | Sur: Melezna             | Sureste: Viariz    |

## Demografía
Evolución de la población
| Gráfica de evolución demográfica de Cadafresnas entre 2000 y 2023  |
|                                                                    |
| Población de derecho (2000-2018) según el padrón municipal del INE |